# St. Philippus und Jakobus (Hangenham)
Die Kirche St. Philippus und Jakobus ist die römisch-katholische Dorfkirche des Marzlinger Ortsteils Hangenham in Oberbayern. Sie steht oben an der Hangkante zur Isar.
Das Gebäude ist eine der ältesten Kirchen im Landkreis Freising. Sie wurde im 13. Jahrhundert als Backsteinbau errichtet und in den folgenden Jahrhunderten wenig verändert. So ist das Rundbogenfenster in der Ostwand des Chores weitgehend im Originalzustand. Der Chor hat ein romanisches Kreuzrippengewölbe. Im Langhaus wurden die Fenster mit Spitzbogen verändert, und im Jahr 1713 wurde an der Südseite der Kirche eine Sakristei angebaut.
Die Ausstattung der Kirche ist spätgotisch und barock. Der Kreuzweg wird dem Freisinger Hofmaler Johann Baptist Deyrer zugeschrieben.
Bei einer Renovierung im Jahr 1974 wurden an der Chorwand Fresken entdeckt und freigelegt, die vermutlich aus der Entstehungszeit der Kirche stammen. Die Bilder werden interpretiert als Mönch mit Hostie, der die Wandlung bei der Messe vollzieht, als Mutter Gottes mit dem Jesuskind und als Auferstehung Jesu. Eine Bilderfolge zeigt die heilige Elisabeth mit ihrem Mann sowie bei der Krankenpflege.

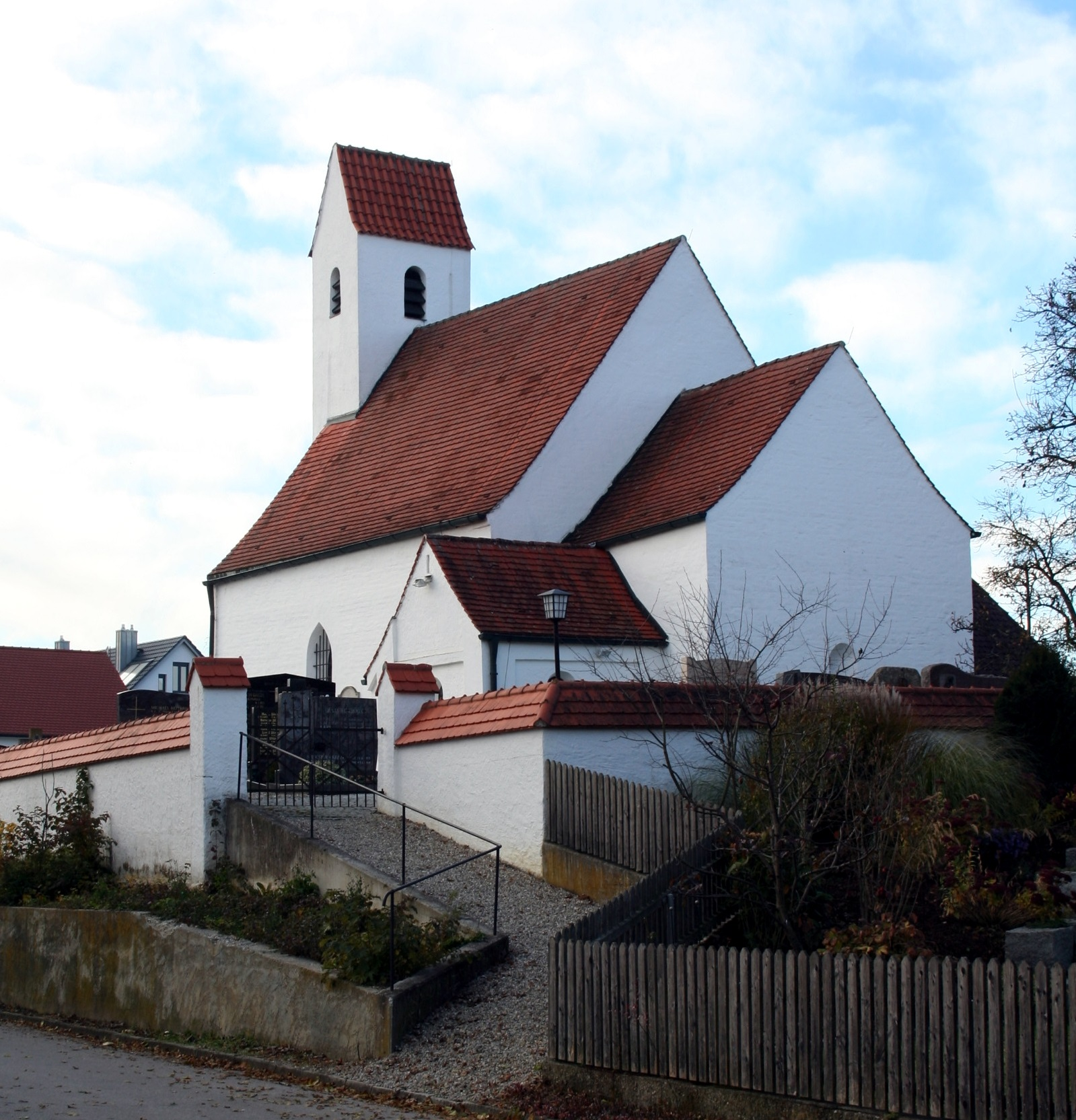
Außenansicht
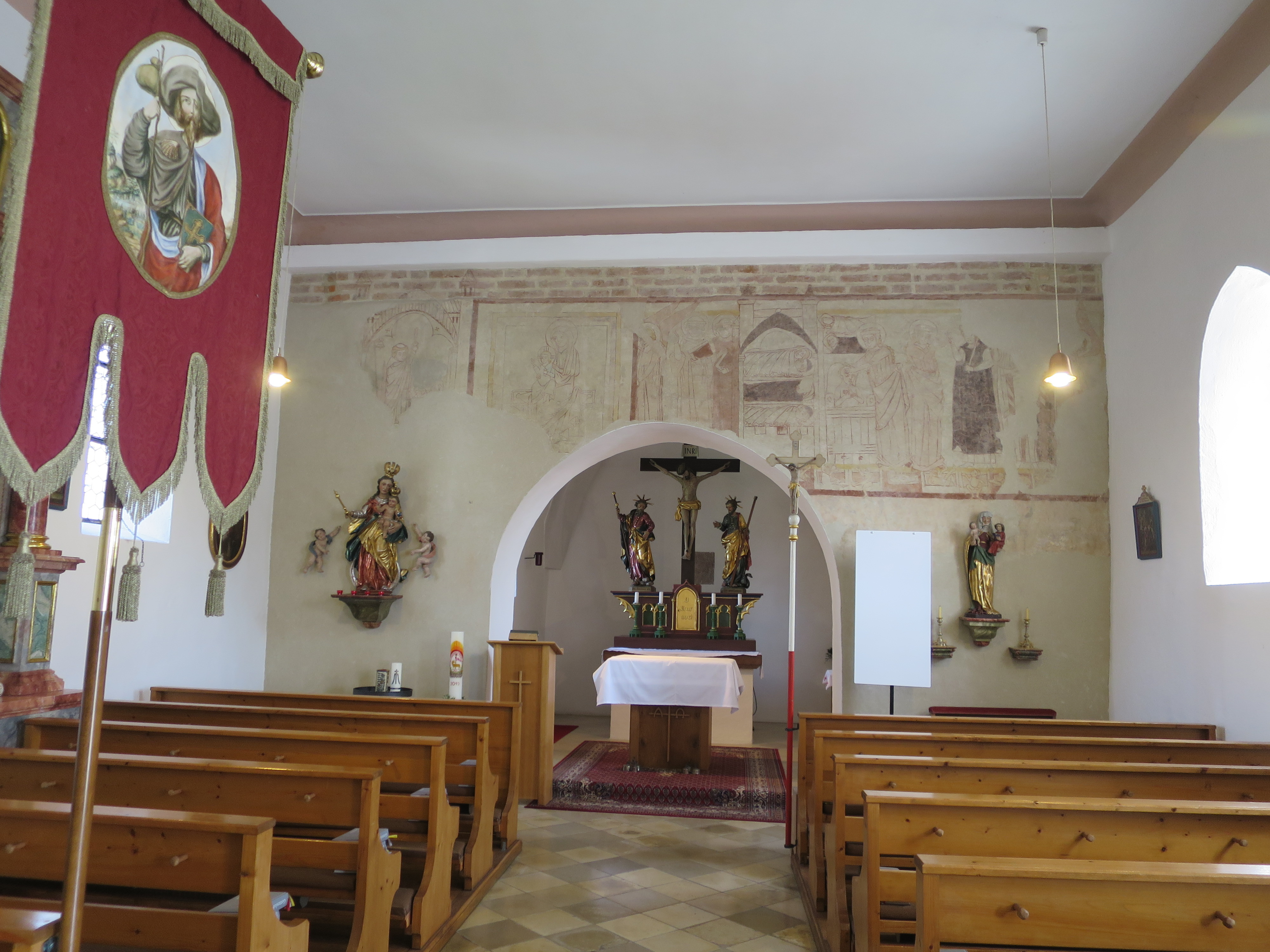
Innenansicht mit Blick auf den Altarraum